# Bondska

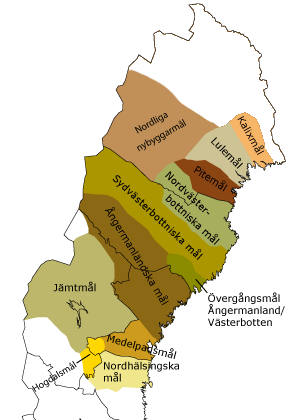
Dialektgrupper i Norrland enligt Per-Uno Ågren och Karl-Hampus Dahlstedt, med särskilt detaljfokus på övre Norrland.

Bondska är ett vardagligt namn som används för lokala traditionella dialekter i bland annat de norrländska kustlandskapen.
Ordet betecknade från början ”bondspråk” eller bygdemål och icke-standardspråkliga dialekter i allmänhet – en bröllopsdikt på västgötska från 1700-talet har till exempel fått titeln ”Burlesque på bondska”. Ordet har ofta använts parallellt med synonymen bondmål. Termen står alltså framför allt i kontrast till standardspråket, som på dialekt ofta benämns som ”svenska”.
Ordet kan användas sammansatt med ett geografiskt namn för att beteckna dialekten från den platsen. Sålunda är skelleftebondska och pitebondska synonymt med skelleftemål och pitemål. En motsvarighet finns bland annat i danskan, ”tale bondsk”, om traditionella danska dialekter.